# CJD Jugenddorf-Christophorusschule Oberurff
Die CJD Jugenddorf-Christophorusschule Oberurff wurde im Jahre 1953 gegründet und gehört zum Christlichen Jugenddorfwerk Deutschlands. Bekannt ist sie auch seit 1977 durch ihr ehemaliges Legastheniezentrum und die Kinder-, Jugend- und Familienhilfe sowie die wissenschaftlichen Veröffentlichungen zu diesem Thema, bei dem sie als Referenz dient.

## Lage
Die Schule steht im Ortsteil Oberurff der Gemeinde Bad Zwesten im Schwalm-Eder-Kreis in Nordhessen. Sie wurde auf dem Gelände des Schlosses Oberurff errichtet, das 1877 als Residenz für Prinz Philipp von Hanau-Hořovice im neubarocken Stil erbaut wurde. Das Schloss ist seit 1952 Teil der Schule.
Die aus staatlich anerkannter Realschule und Gymnasium bestehende Schule wird von etwa 1100 Schülern besucht, von denen bis zu 41 in den Wohngruppen der Kinder-, Jugend- und Familienhilfe des CJD Oberurff leben.

## Kinder-, Jugend- und Familienhilfe
Aus dem Internat der Jugenddorf-Christophorusschule Oberurff mit ehemals 122 Belegplätzen entstanden im Jahr 2019 die Regelwohngruppen im CJD Oberurff, mit insgesamt 41 Plätzen, neun Wohnplätzen im Haus Kastanie, 14 Wohnplätze im Haus am Walde und 18 Wohnplätze im Schloss sowie eine intensivpädagogische Wohngruppe an zwei Standorten mit sieben Wohnplätzen auf dem Einrichtungsgelände und acht Wohnplätzen in Bad Zwesten. Zu den weiteren Angeboten des CJD Oberurff gehört ein Betreutes Wohnen mit vier Plätzen sowie eine Tagesgruppe mit zehn Plätzen. Dadurch soll eine kontinuierliche Entwicklungsbegleitung der jungen Menschen von der Intensivpädagogischen Wohngruppe über eine Regelwohngruppe bis hin zu einem Betreuten Wohnen ermöglicht werden.
Die Kinder-, Jugend- und Familienhilfe des CJD Oberurff sieht es als ihre Aufgabe, jungen Menschen einen sicheren Lebensort zu bieten. Der Tagesablauf vermittelt eine haltgebende Struktur. Eine wertschätzende und akzeptierende Haltung gegenüber den jungen Menschen schafft Entwicklungsräume, in denen Entlastung erlebt werden kann und stabile Beziehungsangebote vorgefunden werden. Neben dem Thema Schulabsentismus in unterschiedlichen Formen, beginnend bei einer passiven Schulverweigerung, über das Versäumnis einzelner Unterrichtsstunden bis hin zu Schulängsten und der völligen Vermeidung des Schulbesuches treten auch zunehmend Themen wie Soziale Phobie (ICD10-WHO) sowie Störungen des Sozialverhaltens und die kombinierte Störung von Sozialverhalten und Emotionen in den Vordergrund und sind in den Gruppen häufig Aufnahmeanlass.

## Bekannte ehemalige Schüler
- Konrad Morgenroth, Abitur 1957, Pathologe
- Patrick Lange (Triathlet), dreimaliger Sieger des Ironman Hawaii (2017, 2018, 2024)
- Dieter Gruner, Abitur 1972, Autor
- Natalie Ital, Fotokünstlerin
- Philipp Rottwilm, Abitur 2003, Politiker
- Andreas Philippi, Sozialminister von Niedersachsen